# Ковалёв, Алексей Матвеевич
Алексей Матвеевич Ковалёв (12 апреля 1911 — 29 июня 2002) — советский и российский дирижёр.

## Очерк биографии и творчества
Учился в Московской консерватории на научно-композиторском факультете (1928-33). В 1934—36 годы работал в Большом театре (Москва) ассистентом Н. С. Голованова;. В 1936—41   — дирижёр Оперно-драматической студии им. К. С. Станиславского.
Около 20 лет (в 1938—51 и 1957—61) дирижировал симфоническим оркестром Всесоюзного радио (ВРК), сделал с этим оркестром множество записей (в том числе редкого репертуара), опубликованных на Апрелевском и других советских заводах грампластинок (репринты с 1964 г. — на фирме Мелодия). Ряд фондовых радийных записей Ковалёва не опубликован.
Работал и записывался также с Эстрадным оркестром ВРК. В 1961—83 — преподаватель Московского государственного института культуры (профессор). Похоронен на Ваганьковском кладбище в Москве.

## Избранные аудиозаписи
Примечание. В скобках указан год записи (если известен)
- Абрахам П. Оперетта «Бал в „Савойе“»
- Балакирев М. А. Кантата на открытие памятника М. И. Глинки
- Верстовский А. Н. Увертюра к открытию Малого театра
- Глазунов А. К. Пушкинская кантата (1947-50); Симфония № 1
- Гретри А. Э. М. Опера «Говорящий портрет»
- Даргомыжский А. С. Торжество Вакха (опера-балет)
- Кабалевский Д. Б. Кантата «Родина великая», опера «Кола Брюньон»
- Каминский Д. Р. Концерт № 1 для фортепиано с оркестром
- Легар Ф. Оперетта «Цыганская любовь»
- Миллёкер К. Оперетта «Нищий студент»
- Мусоргский М. П. Оперы «Женитьба» (1952), «Саламбо» (фрагменты), «Хованщина» (с З. Долухановой, фрагменты)
- Мясковский Н. Я. Симфония № 23
- Рахманинов С. В. Юношеская симфония d-moll
- Римский-Корсаков Н. А. Опера «Золотой петушок» (1962); Увертюра на русские темы
- Танеев С. И. Симфония № 1; Увертюра на русскую тему
- Цфасман А. Н. Джазовая сюита для фортепиано с оркестром
- Чайковский П. И. Опера «Воевода». Кантаты. Снегурочка